# Ітінохе

40°12′47″ пн. ш. 141°17′43″ сх. д. / 40.21306° пн. ш. 141.29528° сх. д.
Ітінохе́ (яп. 一戸町, いちのへまち, МФА: [it͡ɕinohe mat͡ɕi̥]) — містечко в Японії, в повіті Нінохе префектури Івате. Станом на 1 жовтня 2007 площа містечка становила 300,11 км². Станом на 1 вересня 2008 населення містечка становило 14 796 осіб.